# أوستين ستيوارد
أوستين ستيوارد (بالإنجليزية: Austin Steward) هو كاتب أمريكي، ولد في 1793 في مقاطعة برينس ويليام في الولايات المتحدة، وتوفي في 15 فبراير 1869 بسبب حمى التيفوئيد.